# Lijst van burgemeesters van Scherpenisse
Dit is een lijst van burgemeesters van de voormalige Nederlandse gemeente Scherpenisse tot die gemeente in 1971 opging in de gemeente Tholen.
| Ambtsperiode | Naam burgemeester                                             | Partij of stroming | Bijzonderheden                                                                                                 |
| ------------ | ------------------------------------------------------------- | ------------------ | --- |
| 18?? - 1853  | Jan Was                                                       |                    | |
| 1853 - 1873  | D. Polderman                                                  |                    | |
| 1873 - 1882  | J.L. Luyk                                                     |                    | tevens burgemeester van Sint-Maartensdijk (1859-1882)                                                          |
| 1882 - 1884  | Vitus Valerius Ruurdericus Carolus Radbout baron van Heemstra |                    | later burgemeester van Brielle                                                                                 |
| 1884 - 1888  | David Bolier                                                  |                    | |
| 1889 - 1905  | Cornelis David Bolier                                         |                    | |
| 1905 - 1913  | Iman (I.) van Es                                              |                    | later burgemeester van Pernis en Hoogvliet                                                                     |
| 1913 - 1920  | D. Kleppe                                                     |                    | |
| 1920 - 1921  | C.A. Geuze Dz                                                 |                    | |
| 1921 - 1924  | Piet (P.) van Rees                                            |                    | tevens burgemeester van Poortvliet (enkele maanden eerder daar al benoemd), later burgemeester van Papendrecht |
| 1924 - 1926  | D.J. Visscher                                                 |                    | later burgemeester van Dirksland, Melissant en Herkingen                                                       |
| 1926 - 1943  | Willem Laban Klos                                             |                    | |
| 1943 - 1944  | Leendert (L.) Meerman                                         | NSB                | Nadat Meerman op 4 september 1944 gevlucht was heeft wethouder C.G. Hartog diens functie waargenomen           |
| 1946 - 1948  | Hans Heinrich Schuller                                        | ARP                | tevens burgemeester van Sint-Maartensdijk (1936-1948), later burgemeester van Maartensdijk                     |
| 1948 - 1971  | Dick (D.C.) Bouwense                                          |                    | tevens burgemeester van Sint-Maartensdijk                                                                      |